# Kasteel Ruddershove

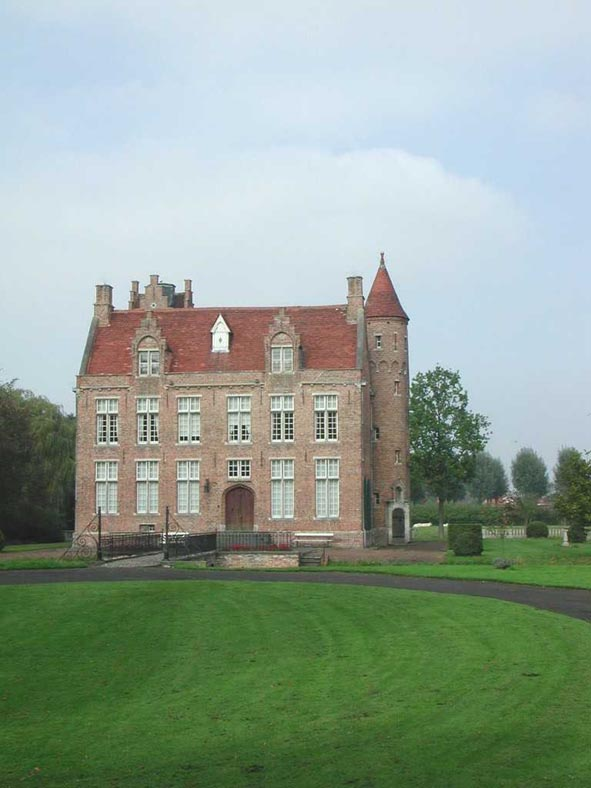
Kasteel Ruddershove in Brugge

Kasteel Ruddershove is een kasteel in de tot de West-Vlaamse stad Brugge behorende plaats, nu wijk, Sint-Pieters-op-den-Dijk, gelegen aan Steenkaai 42.

## Geschiedenis
Het kasteel is voor het eerst te zien op 18e-eeuwse landkaarten, zoals een kaart van 1774, waarop een opperhof (het kasteel) en een neerhof met boerderijgebouwen te vinden is. In 1904 werd een deel aan de noordwestzijde gesloopt en in 1911 werd het kasteel vergroot naar ontwerp van Louis Ernest Charels. Ook de bestaande gevels werden gerestaureerd in historiserende stijl.

## Gebouw
Het omgrachte opperhof is een bakstenen gebouw van zeven traveeën onder zadeldak en rechts geflankeerd door een rond torentje.
Het neerhof bestaat uit gebouwen die in 1911 zijn opgericht in historiserende stijl.